# Lejeunea evansiana
Lejeunea evansiana là một loài Rêu trong họ Lejeuneaceae. Loài này được (R.M. Schust.) Schaf.-Verw. mô tả khoa học đầu tiên năm 2001.